# 木樽正明
木樽 正明（きたる まさあき、1947年6月13日 - ）は、千葉県銚子市出身の元プロ野球選手（投手）・コーチ・監督。

## 来歴・人物

### プロ入りまで
銚子商業1年次の1963年、夏の甲子園に一塁手として出場し、準々決勝に進むが今治西高に敗退。2年上のチームメートに三塁手の田中達彦がいた。2年次の1964年は夏の県予選は3回戦で東金商に敗れ、秋季関東大会県予選では決勝に進むが市銚子高に完封負け。3年次の1965年には夏の甲子園でエース・4番打者として順調に勝ち進み、準決勝で高鍋高の牧憲二郎と投げ合い2-1で逆転勝ち。決勝では三池工と対戦するが上田卓三に0-2で完封を喫し、準優勝にとどまった。同年の岐阜国体では、決勝で岐阜短大付の淵上澄雄に投げ勝ち優勝。当時のチームメイトに3番打者の阿天坊俊明（南海からドラフト2位指名を受けるも拒否し、立大進学）がいる。
卒業後は早稲田大学への進学希望だったが、ドラフトで東京オリオンズが2位で強行指名。最後まで入団には難色を示していたが、青木一三スカウトの説得や、これ以上返事を待たせるのは球団に失礼との思いもあり大晦日に入団を発表した。永田雅一オーナーをして「俳優でもいける」という彫りの深い顔立ちで球界きっての美男であった。

### 現役時代
杉下茂、堀本律雄のつけた背番号20を受け継ぎ、速球と切れのいいシュートを武器に1年目の1966年から主力投手として活躍。
1967年には8勝8敗ながら初めて規定投球回（リーグ10位、防御率2.53）に達するが、リリーフ投手としての調整の仕方が分からずに、ブルペンでも全力投球を続けた結果、腰を痛める。
1968年は故障で0勝1敗の成績で終わり、野手転向も検討された。この話を聞いた小山正明が「アイツ（木樽）ほど投手としての才能に恵まれたヤツはいない。もう一度考え直して欲しい」と当時の球団首脳に直訴した結果、投手としての選手生活を続行できた。
1969年にはハリ治療の効果もあり、腰の痛みが和らいだことで主にリリーフとして51試合に登板。15勝を挙げ、パ・リーグ最優秀防御率のタイトルも獲得した。しかし、先発としては6試合のみの登板だったことから、球団から現状維持を提示されたことに激怒し、先発転向を直訴、、。。
1970年には先発に転向し、21勝を挙げて10年ぶりのリーグ優勝に大きく貢献。MVP・ベストナインのタイトルを獲得し、同年の巨人との日本シリーズでは4試合に登板。第1戦で先発、堀内恒夫と互いに無失点で投げ合うが、延長11回裏に黒江透修にサヨナラ本塁打を喫する。第4戦でも堀内と投げ合い7回3失点と好投したが、打線の援護がなく勝星はつかなかった。最終第5戦では小山正明をリリーフし同点の7回から登板するが、森昌彦に決勝三塁打を喫し敗戦投手となる。
1971年には自己最多の24勝を挙げ、2年連続20勝台で最多勝に輝くが、以後は肩の痛みや腰痛に悩まされる。1974年は、成田文男、金田留広、村田兆治と共に四本柱を形成したが、木樽は3月に対巨人とのオープン戦で上田武司の打球を顔面に受けて顔面骨折の重傷を負う。金田正一監督の指示で、当時巨人の専属だった伝説の整骨師・吉田増蔵の治療を受けた。その後金田の自宅に完治するまで泊まり込み、その間、金田自身が毎日特製のスープを作って飲ませて治療に当たったが、その一方で3日後からはランニングさせられたという。その金田式治療の甲斐あって僅か1ヶ月足らずの4月中旬には復帰を果たし、同月は実働半月で3勝を挙げるなどシーズン13勝の活躍を見せ、4年ぶりのリーグ優勝に貢献。同年の中日との日本シリーズでは3試合に登板、第2戦で先発するが5回までに3点を失い降板したが、第5戦では鈴木孝政と投げ合い、2安打完封勝利を飾って24年ぶりの日本一にも貢献した。
翌年以降は腰痛の悪化もあり、成績が伸びず、1976年に29歳で現役を引退。最後まで真っ直ぐへのこだわりが捨てきれず、技巧派への転向に踏み切れなかったが引退の要因となったが、そのことに対しての後悔はなかった。

### 指導者として
引退後はロッテで二軍投手コーチ（1983年 - 1986年）、一軍投手コーチ（1987年 - 1988年）、二軍監督(1989年 - 1990年)を務めた。
1991年に、金田監督の指示でスカウト部長だった醍醐猛夫と役割を交換し、スカウト部長に就任。吉田篤志、黒木知宏、小坂誠などを担当した。
その後、以前ロッテのGMを務めていた廣岡達朗の頼みで2002年から2006年まで巨人の編成部に所属。
2007年より育成担当コーチとして現場に復帰した。
2008年からは編成部所属に戻った。
2011年8月よりJFE東日本ヘッドコーチに就任し、2013年11月退任。
2014年5月より、母校である銚子商業ヘッドコーチに就任し、同年9月1日には銚子市「行政アドバイザー」に採用される。銚子市がスポーツ活動、特に銚子のシンボルといえる野球の復活を通じて市の活性化を図るため、木樽を行政アドバイザーとして任命。在任中は、野球を中心としたスポーツ活動における知識と経験に様々な分野の人との繋がりを活かし、幅広い活動を行った。台湾女子ソフトボール代表チームの事前キャンプ誘致や銚子スポーツタウン構想の事業化実現に中心的な役割を担い、スポーツ振興の枠を超え、観光振興や国際交流などあらゆる面で市の活性化に大きく貢献。母校と並行して小中学生チームやリトル・シニアの指導にも力を入れたが、地方公務員法の改正に伴い廃止となったため、2020年3月31日退任。
現在は地元・銚子に戻り、野球教室や還暦野球チームの監督などを務めている。

## 詳細情報

### 年度別投手成績
| 年 度      | 球 団       | 登 板 | 先 発 | 完 投 | 完 封 | 無 四 球 | 勝 利 | 敗 戦 | セ 丨 ブ | ホ 丨 ル ド | 勝 率 | 打 者 | 投 球 回 | 被 安 打 | 被 本 塁 打 | 与 四 球 | 敬 遠 | 与 死 球 | 奪 三 振 | 暴 投 | ボ 丨 ク | 失 点 | 自 責 点 | 防 御 率 | W H I P |
| ---------- | ----------- | ----- | ----- | ----- | ----- | -------- | ----- | ----- | -------- | ----------- | ----- | ----- | -------- | -------- | ----------- | -------- | ----- | -------- | -------- | ----- | -------- | ----- | -------- | -------- | ------- |
| 1966       | 東京 ロッテ | 17    | 13    | 3     | 0     | 1        | 3     | 8     | --       | --          | .273  | 319   | 78.0     | 75       | 4           | 11       | 0     | 0        | 32       | 0     | 0        | 35    | 26       | 3.00     | 1.10    |
| 1967       | 東京 ロッテ | 44    | 12    | 1     | 0     | 1        | 8     | 8     | --       | --          | .500  | 589   | 146.0    | 129      | 11          | 26       | 5     | 5        | 90       | 0     | 0        | 45    | 41       | 2.53     | 1.06    |
| 1968       | 東京 ロッテ | 5     | 0     | 0     | 0     | 0        | 0     | 1     | --       | --          | .000  | 59    | 14.1     | 11       | 3           | 7        | 0     | 1        | 11       | 0     | 0        | 9     | 9        | 5.79     | 1.26    |
| 1969       | 東京 ロッテ | 51    | 6     | 2     | 0     | 0        | 15    | 9     | --       | --          | .625  | 651   | 162.0    | 135      | 12          | 31       | 7     | 9        | 70       | 2     | 0        | 45    | 31       | 1.72     | 1.02    |
| 1970       | 東京 ロッテ | 42    | 35    | 20    | 4     | 4        | 21    | 10    | --       | --          | .677  | 1091  | 278.0    | 225      | 29          | 42       | 2     | 7        | 161      | 0     | 1        | 92    | 78       | 2.53     | 0.96    |
| 1971       | 東京 ロッテ | 47    | 33    | 19    | 4     | 4        | 24    | 8     | --       | --          | .750  | 1082  | 266.0    | 245      | 32          | 45       | 8     | 13       | 168      | 0     | 1        | 107   | 102      | 3.45     | 1.09    |
| 1972       | 東京 ロッテ | 37    | 11    | 2     | 0     | 1        | 9     | 7     | --       | --          | .563  | 504   | 123.0    | 117      | 19          | 28       | 2     | 5        | 78       | 1     | 0        | 56    | 53       | 3.88     | 1.18    |
| 1973       | 東京 ロッテ | 44    | 15    | 4     | 2     | 0        | 14    | 7     | --       | --          | .667  | 656   | 165.1    | 141      | 9           | 37       | 6     | 7        | 88       | 2     | 3        | 55    | 52       | 2.84     | 1.08    |
| 1974       | 東京 ロッテ | 36    | 26    | 11    | 1     | 1        | 13    | 6     | 2        | --          | .684  | 820   | 201.0    | 182      | 17          | 52       | 5     | 9        | 85       | 3     | 1        | 79    | 69       | 3.09     | 1.16    |
| 1975       | 東京 ロッテ | 30    | 18    | 6     | 0     | 0        | 5     | 14    | 1        | --          | .263  | 596   | 140.2    | 147      | 14          | 42       | 3     | 7        | 44       | 2     | 0        | 71    | 62       | 3.96     | 1.34    |
| 1976       | 東京 ロッテ | 14    | 4     | 0     | 0     | 0        | 0     | 2     | 0        | --          | .000  | 163   | 35.2     | 45       | 2           | 12       | 0     | 1        | 14       | 1     | 0        | 24    | 22       | 5.50     | 1.60    |
| 通算：11年 | 通算：11年  | 367   | 173   | 68    | 11    | 12       | 112   | 80    | 3        | --          | .583  | 6530  | 1610.0   | 1452     | 152         | 333      | 38    | 64       | 841      | 11    | 6        | 618   | 545      | 3.05     | 1.11    |

- 各年度の太字はリーグ最高
- 東京（東京オリオンズ）は、1969年にロッテ（ロッテオリオンズ）に球団名を変更

### タイトル
- 最多勝利：1回 （1971年）
- 最優秀防御率：1回 （1969年）

### 表彰
- 最優秀選手：1回 （1970年）
- ベストナイン：1回 （1970年）

### 記録
- オールスターゲーム出場：5回（1969年 - 1971年、1973年、1974年）

### 背番号
- 20 （1966年 - 1976年）
- 81 （1983年 - 1986年）
- 87 （1987年 - 1988年）
- 71 （1989年 - 1990年）
- 125 （2007年）